# Santeri Väänänen
Santeri Väänänen (Finlandia, 1 de enero de 2002) es un futbolista finlandés. Su posición es la de mediocampista y su club es el Rosenborg de la Eliteserien de Noruega.

## Trayectoria

### Klubi-04
Llegó al equipo en 2018 e hizo su debut el 28 de enero en un partido de copa ante el IFK Mariehamn arrancando como titular y completando los 90 minutos en la derrota de su equipo por marcador de 4-2.

### HJK Helsinki
Dentro de su primera temporada con el equipo filial (Klubi-04) logró realizar su debut en el primer equipo, esto sucedió el 7 de octubre ante el VPS, Väänänen entró de cambio al minuto 90 por Sebastian Dahlström y su equipo terminó ganando el encuentro.

### Rosenborg
El 7 de diciembre de 2022 se anuncia su llegada al Rosenborg a partir del 1 de enero de 2023.

## Selección nacional
Ha sido convocado para las categorías sub-17, sub-19 y sub-21 de Finlandia.

## Estadísticas

### Clubes
Actualizado al último partido jugado el 15 de septiembre de 2024.
| Klubi-04 · Finlandia | 2.ª           | 2018          | 16  | 0 | 2  | 0 | -  | - | 18  | 0 | 0    |
| Klubi-04 · Finlandia | 3.ª           | 2019          | 5   | 1 | -  | - | -  | - | 5   | 1 | 0,2  |
| Klubi-04 · Finlandia | Total         | Total         | 21  | 1 | 2  | 0 | 0  | 0 | 23  | 1 | 0,04 |
| HJK Helsinki · Finlandia | 1.ª           | 2018          | 1   | 0 | -  | - | -  | - | 1   | 0 | 0    |
| HJK Helsinki · Finlandia | 1.ª           | 2019          | 9   | 0 | 1  | 0 | 3  | 0 | 13  | 0 | 0    |
| HJK Helsinki · Finlandia | 1.ª           | 2020          | 8   | 0 | 2  | 0 | -  | - | 10  | 0 | 0    |
| HJK Helsinki · Finlandia | 1.ª           | 2021          | 7   | 0 | 4  | 1 | 4  | 0 | 15  | 1 | 0,25 |
| HJK Helsinki · Finlandia | 1.ª           | 2022          | 13  | 1 | 2  | 0 | -  | - | 15  | 1 | 0,25 |
| HJK Helsinki · Finlandia | Total         | Total         | 38  | 1 | 9  | 1 | 7  | 0 | 54  | 2 | 0,04 |
| Rosenborg · Noruega | 1.ª           | 2023          | 23  | 0 | 1  | 0 | 3  | 0 | 27  | 0 | 0    |
| Rosenborg · Noruega | 1.ª           | 2024          | 18  | 1 | -  | - | -  | - | 18  | 1 | 0,06 |
| Rosenborg · Noruega | Total         | Total         | 41  | 1 | 1  | 0 | 3  | 0 | 45  | 1 | 0,03 |
| Total carrera | Total carrera | Total carrera | 100 | 3 | 12 | 1 | 10 | 0 | 122 | 4 | 0,04 |
| (1) Incluye datos de Copa de Finlandia. (2) Incluye datos de Liga de Campeones de la UEFA. (3) No incluye goles en partidos amistosos. |               |               |     |   |    |   |    |   |     |   |      |

## Palmarés

### Campeonatos nacionales
| Título            | Club         | País      | Año  |
| ----------------- | ------------ | --------- | ---- |
| Veikkausliiga     | HJK Helsinki | Finlandia | 2018 |
| Copa de Finlandia | HJK Helsinki | Finlandia | 2020 |
| Veikkausliiga     | HJK Helsinki | Finlandia | 2020 |
| Veikkausliiga     | HJK Helsinki | Finlandia | 2021 |
| Veikkausliiga     | HJK Helsinki | Finlandia | 2022 |